# Psilocerea anearia
Psilocerea anearia là một loài bướm đêm trong họ Geometridae.